# 러시아-키르기스스탄 관계
러시아-키르기스스탄 관계는 러시아와 키르기스스탄 양국 간의 관계를 말한다. 러시아는 비슈케크에 대사관을, 오시에 총영사관을 두고 있으며, 키르기스스탄은 모스크바에 대사관을, 예카테린부르크에 총영사관을, 노보시비르스크에 부영사관을 두고 있다.

## 역사
1860년대에 옛 카라키르기스 칸국은 러시아에 의해 정복되었으며, 1916년에는 중앙아시아 전역에서 일어난 반란의 일환으로 키르기스인들이 러시아의 지배에 맞서 봉기하였다.
1991년 러시아 대통령으로 선출된 보리스 옐친은 첫 해외 순방지로 키르기스스탄을 방문하였다.

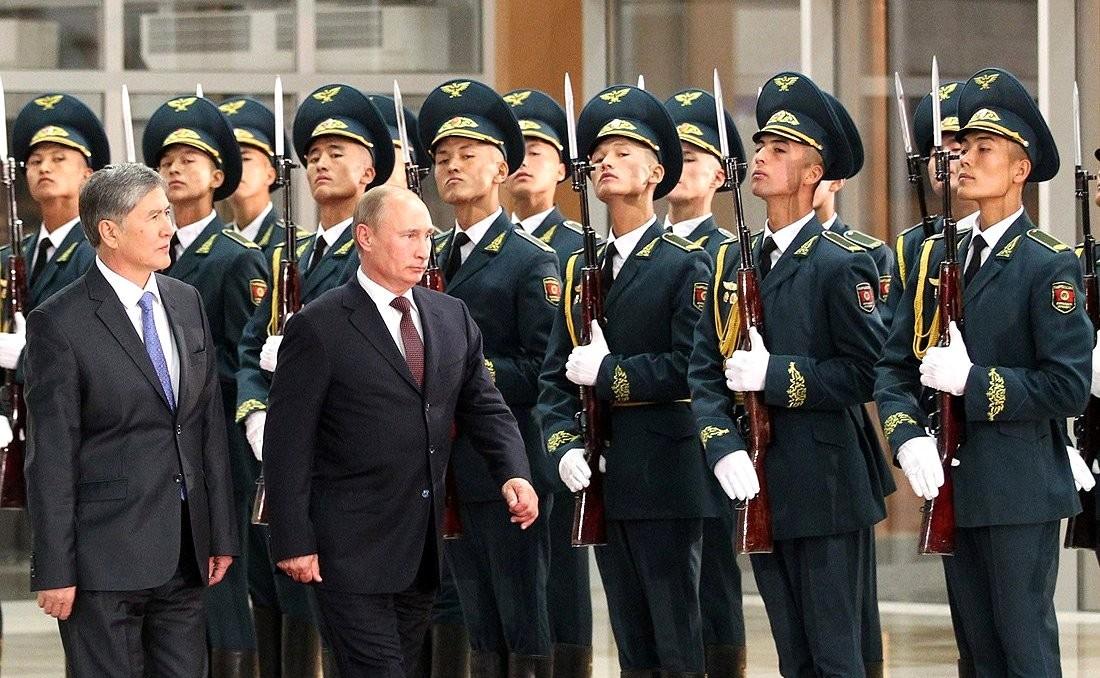
블라디미르 푸틴과 함께한 알마즈베크 아탐바예프

당시 키르기스스탄 대통령 아스카르 아카예프는 카자흐스탄의 누르술탄 나자르바예프 대통령이 1994년 6월에 제안한 유라시아 연합과 같은 보다 직접적인 형태의 재통합 구상에 대해 매우 긍정적인 입장을 보였다. 그는 중립 정책을 대폭 수정하여, 키르기스스탄과 중국의 국경 통제권을 러시아 국경수비대에 위임하기도 하였는데, 이는 재통합을 향한 또 다른 움직임이었다.
키르기스스탄 정부는 러시아의 경제적 보호를 요청할 수밖에 없었다. 아카예프 대통령은 국제적인 "후원자"를 찾기 위한 노력을 기울였으나, 실질적인 지원보다는 국제 사회의 호의적인 태도만을 얻는 데 그쳤다.
알마즈베크 아탐바예프 대통령은 재임 기간 동안 스스로를 친러 정치인으로 거듭 강조하였다. 그는 키르기스스탄의 관세동맹 가입을 발표하고, 2014년에는 미국 제376항공원정비행단의 철수를 성사시켰으며, 러시아 연방과의 경제 관계 강화를 지속적으로 주장하였다.

## 이주민 관계
러시아는 키르기스스탄에 대한 지원을 구소련 국가들이었던 국가들, 즉 "근접 해외"에서 영향력을 확대하려는 새로운 대외 정책의 성공적인 선례로 보고 있다. 러시아는 신생 독립국들로부터 러시아인들이 대규모로 유입되는 상황을 원치 않았으며, 실제로 1992년부터 1995년 사이 약 200만 명의 러시아계 주민이 러시아로 귀환하였다. 반면, 아스카르 아카예프 대통령은 자국 내 러시아계 인구의 유출을 막을 방안을 모색했는데, 이로 인해 의사, 교사, 기술자 등 전문 인력의 부족 현상이 심화되고 있었기 때문이다. 그러나 인구 조사 자료에 따르면, 2020년 기준 키르기스스탄 내 러시아계 인구는 1989년에 비해 약 3분의 1 수준으로 감소하였다.
2023년, 키르기스스탄은 자국에 망명 중인 러시아 반전 인사들의 개인정보를 러시아 정부와 공유하는 데 동의하였다. 같은 해 6월에는 러시아의 반전 활동가 알렉세이 로즈코프를 러시아로 송환하였다.
2025년 2월 1일 기준, 키르기스스탄은 총 6,305개의 일자리 공석이 발생할 정도로 심각한 노동력 부족을 겪고 있으며, 이는 주로 블루칼라 직종에서 나타났다. 공식 실업률은 1.8%였지만, 약 69,300명이 고용 서비스 기관에 구직 등록을 한 상태였다. 지난 30여 년간 많은 키르기스스탄 국민이 러시아에서 노동자로 일해왔으나, 최근에는 러시아의 경기 침체, 규제 강화, 반이민 정서 확산 등의 이유로 귀국 이주가 증가하는 추세이다. 이에 따라 키르기스스탄 정부는 귀환 노동자들을 수용하기 위해 새로운 산업 기업체 설립에 주력하고 있다.

## 민족 정책
이러한 이유들로 인해, 키르기스 민족주의자들과 다른 독립 성향의 정치인들의 반대에도 불구하고, 1995년 아카예프는 키르기스어를 유일한 공용어로 규정한 헌법 조항을 재검토해 달라는 보리스 옐친 러시아 대통령의 요청을 수용하였다. 현재 헌법에서는 키르기스어가 국가 언어로, 러시아어는 "공용어"로 명시되어 있다.